# Fort Provintia
Le Fort Provintia est un ancien avant-poste néerlandais situé dans le district Centre-Ouest de Tainan, à Taïwan. Il est construit en 1653, alors que l'île est en partie régie par la Compagnie néerlandaise des Indes orientales, en tant que Formose néerlandaise. Les Néerlandais, comptant asseoir leur établissement sur ce territoire, l'érigent à 3,2 km à l'est du district actuel d'Anping. Le fort est abandonné à Koxinga, puis détruit au XIXe siècle par un tremblement de terre. Il est alors reconstruit sous le nom de tours de Chihkan (chinois traditionnel : 赤崁樓 ; pinyin : Chìkǎnlóu ; anglais : Chihkan Tower).
Le nom des tours provient du village autochtone appelé Sakam par les Néerlandais, qui est à l'origine du développement de la ville contemporaine de Tainan.

## Histoire

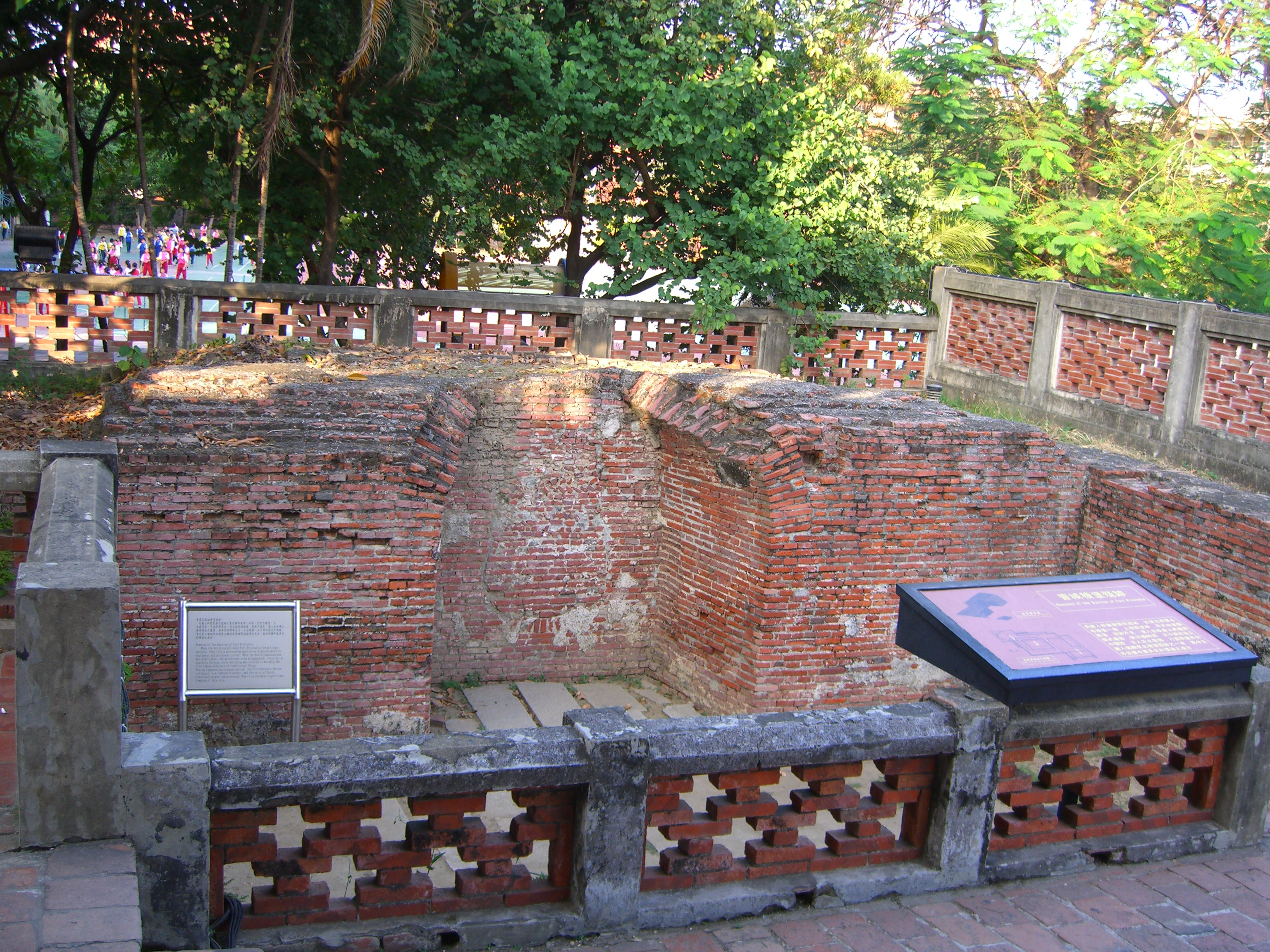
Ruines du Fort Provintia de l'époque de la gouvernance de la compagnie néerlandaise.

Le site du Fort Provintia, le village de Sakam, est acheté par Martinus Sonck (en), premier gouverneur de la Formose néerlandaise, aux aborigènes du Sinkang contre quinze pièces d'étoffe de tissu. Une autre version avance que l'échange du terrain s'est fait contre une unique pièce de cuir de vache,.
Le fort est construit en 1653, en bordure de la rivière Taijiang (aujourd'hui tarie, localisée dans l'actuel parc national de Taijiang (en)). Les troupes néerlandaises le bâtissent en tant que centre administratif. Les fortifications de 11 m de haut, en pierres importées de Java (île), entourent l'édifice sur 138 m.
En 1661, les troupes chinoises de Koxinga assiègent les Néerlandais. Ces derniers sont principalement présents dans la région dans les forts de Fort Zeelandia et de Fort Provintia. Après avoir débarqué sur les côtes de la ville par la rivière Taijiang qui sépare les deux bâtiments fortifiés, Koxinga demande la reddition des troupes néerlandais, et promet en échange de leur laisser s'exiler avec leurs possessions sans oppression. Les occupants de Fort Provintia, trop petit pour pouvoir espérer résister, décident de capituler, ceux de Fort Zeelandia préfèrent résister au siège. Alors que les premiers se rendent devant Koxinga, considérant que seule la moitié des Néerlandais n'accède à sa demande, le chef de guerre chinois revient sur sa parole et fait exécuter une grande partie des hommes de Fort Provintia et réduit les femmes en concubinage pour ses officiers.
Fort Provintia est alors renommé par Koxinga « demeure accordée par le paradis » ; il en fait le centre de son nouveau gouvernement, et ainsi la demeure du gouverneur Chentien.
Il est plus tard abandonné pendant les rébellions menées par Zhu Yigui (en) en 1721. Plus tard, il est fortement endommagé par un tremblement de terre ; il ne subsiste que le mur externe et la terrasse surélevée. L'enceinte est reconstruite à la fin des années 1800, dont le temple Haishen et le pavillon Wenchang.
Sous l'occupation japonaise de Taïwan, le fort est utilisé comme hôpital militaire,.
En 1945, alors que l'île de Taïwan revient sous le possession de la République de Chine, les structures en bois sont remplacées par une armature acier et béton,. Le monument est également renommé tours de Chihkan, dont le nom est dérivé du village aborigène original racheté par les Néerlandais, Sakam.